# Luis Abram
Luis Alfonso Abram Ugarelli (* 27. Februar 1996 in Lima) ist ein peruanischer Fußballspieler, der beim US-amerikanischen Erstligisten Atlanta United unter Vertrag steht. Der Innenverteidiger ist seit Mai 2016 peruanischer Nationalspieler.

## Karriere

### Verein

#### Sporting Cristal
Der in der peruanischen Hauptstadt Lima geborene Luis Abram entstammt der Jugendabteilung von Sporting Cristal und wurde im Spieljahr 2014 in die erste Mannschaft befördert. Sein Debüt in der höchsten peruanischen Spielklasse bestritt er am 18. Mai 2014 (14. Spieltag der Verano) bei der 1:2-Heimniederlage gegen den CD San Simón und er erzielte in dieser Partie das einzige Tor für Sporting Cristal. Am Ende der Clausura 2014 etablierte er sich mit 18 Jahren als Stammspieler in der Innenverteidigung. Am 21. November (11. Spieltag der Clausura) erzielte er beim 3:2-Heimsieg im Schlagerspiel gegen Alianza Lima einen Treffer für die Cerveceros. Mit seiner Mannschaft gewann er in dieser Saison die Clausura und im Dezember 2014 in zwei Spielen gegen Juan Aurich die Ligameisterschaft. Insgesamt bestritt er in diesem Spieljahr 22 Ligaspiele, in denen er zwei Mal treffen konnte.
In der nächsten Spielzeit 2015 fiel er aus der Startformation, gewann jedoch mit Sporting Cristal die Apertura. In der Descentralizado um die Ligameisterschaft verlor man in diesem Jahr das Endspiel gegen den FBC Melgar. Er kam in 16 Ligaspielen zum Einsatz, in denen er zwei Tore erzielen konnte. Den Stammplatz in der Innenverteidigung konnte er in der Saison 2016 wieder erobern. Mit Sporting Cristal gewann er sowohl die Clausura 2016 als auch die Liguilla A und auch in der Descentralizado gelang gegen den FBC Melgar die Revanche, womit Abram zum zweiten Mal in seiner jungen Karriere peruanischer Meister wurde. Er kam in der überaus erfolgreichen Spielzeit zu 34 Ligaspielen, in denen er einen Torerfolg verbuchen konnte. In der nächsten Spielzeit 2017 absolvierte er 39 Ligaspiele, in denen er keinen Treffer beitragen konnte und stand mit seinem Verein die gesamte Saison über nur auf einem Mittelfeldplatz.

#### CA Vélez Sarsfield
Am 18. Januar 2018 wechselte Luis Abram zum argentinischen Erstligisten CA Vélez Sarsfield, wo er einen 3-1/2-Jahres-Vertrag unterzeichnete. Sein Debüt bestritt er am 27. Januar 2018 (13. Spieltag) beim 1:0-Auswärtssieg gegen den CSD Defensa y Justicia. Er etablierte sich rasch in der Startelf und kam in der verbleibenden Spielzeit 2017/18 in elf weiteren Ligaspielen zum Einsatz. Am 1. Spieltag der nächsten Saison 2018/19 erzielte er beim 2:0-Heimsieg gegen die Newell’s Old Boys sein erstes Tor für El Fortín und bereitete den zweiten Treffer von Matías Vargas vor. In dieser Spielzeit erzielte er in 21 Ligaeinsätzen zwei Tore. In der darauffolgenden Saison 2019/20 stand er in 19 Ligaspielen auf dem Spielfeld.

### Nationalmannschaft
Luis Abram nahm mit der peruanischen U17-Nationalmannschaft an der U17-Südamerikameisterschaft 2013 in Argentinien teil, wo er alle neun Spiele der Auswahl bestritt. Zwei Jahre später war er mit der Peru U20 bei der U20-Südamerikameisterschaft 2015 in Uruguay in acht Spielen im Einsatz.
Am 24. Mai 2016 debütierte er beim 4:0-Testspielsieg gegen Trinidad und Tobago für die A-Auswahl, als er in der 69. Spielminute für Alberto Rodríguez eingewechselt wurde. Anschließend wurde er von Cheftrainer Ricardo Gareca in den Kader zur Copa América Centenario 2016 in den Vereinigten Staaten nominiert, wo er jedoch in keinem Spiel berücksichtigt wurde. Anschließend wurde er für beinahe zwei Jahre in keinem einzigen Länderspiel eingesetzt und wurde erst im September 2018 wieder berücksichtigt. Er nahm an der Copa América 2019 in Brasilien teil, wo er als Stammspieler mit der Blanquirroja ins Endspiel kam, wo man gegen den Gastgeber mit 1:3 geschlagen wurde. Am 11. September 2019 erzielte er beim 1:0-Testspielsieg gegen Brasilien sein erstes Länderspieltor.

## Erfolge
Sporting Cristal
- Peruanischer Meister: 2014, 2016

CD Cruz Azul
- Campeón de Campeones: 2022